# Microperoryctes murina
Microperoryctes murina là một loài động vật có vú trong họ Peramelidae, bộ Peramelemorphia. Loài này được Stein mô tả năm 1932.